# دینتری، کوئینزلند
دینتری (به انگلیسی: Daintree) یک شهرک در استرالیا است که در کوئینزلند واقع شده‌است.